# Венгерско-казахстанские отношения
Казахстанско-венгерские отношения — отношения между Казахстаном и Венгрией характеризуются как стратегическое партнёрство. Прочная договорно-правовая база, успешная деятельность Стратегического совета, межправительственных комиссий по торгово-экономическому и правовому сотрудничеству, а также группы межпарламентской дружбы способствуют углублению взаимодействия двух стран.
Больше чем за четверть века партнёрства активно развились торгово-экономические связи, успешно реализован ряд совместных экономических проектов, создан совместный сельскохозяйственный фонд прямых инвестиций. В число крупных инвесторов в казахстанскую экономику входит венгерская нефтегазовая компания «MOL».
Мощный импульс расширению всестороннего диалога придали визиты в Венгрию Президента РК Н.Назарбаева (1994 и 2007 гг.) и Премьер-Министров РК Д.Ахметова (2005 г.) и К.Масимова (2014 г.), а также визиты Президента Венгрии П.Шмитта (2010 г.) и Премьер-министра Венгрии В.Орбана (2012, 2015 и 2019 гг.) в Казахстан.
Казахстан является членом Организации тюркских государств, в то время как Венгрия является наблюдателем.

## Общие сведения
23 марта 1992 г. — установлены дипломатические отношения между Республикой Казахстан и Венгрией.
В марте 1993 г. — открыто Посольство Венгрии в РК.
В сентябре 1993 г. — открыто Посольство РК в Венгрии.
С сентября 2019 г. — Чрезвычайным и Полномочным Послом РК в Венгрии является Ж.Абдрашов
С сентября 2019 г. — Чрезвычайным и Полномочным Послом Венгрии в Казахстане является А.Хейзер.
В сентябре 1998 г. — открыто Почетное консульство РК в Венгрии (г. Карцаг). Почетный консул — Л.Хорват.
7 ноября 2014 г. — открыто Почетное Консульство Венгрии в г. Атырау. Почетный консул — О.Каршегенов.
21 апреля 2016 г. — открыто Почетное Консульство Венгрии в г. Актобе. Почетный консул — Д.Сарсенов.
В январе 2017 г. — открыто Почетное Консульство Венгрии в г. Шымкент. Почетный консул — К.Молдасеитов.
14 декабря 2018 г. — открыто Почетное Консульство Венгрии в г. Алматы. Почётный консул — Э.Ким.

## Политические отношения
Отношения между двумя странами в политической плоскости развиваются в атмосфере взаимного понимания и доверия. Позиции сторон по важнейшим проблемам международной политики близки. Венгрия являлась последовательным сторонником заявки Казахстана на председательство в ОБСЕ в 2010 году. Также Будапешт официально поддержал проведение «ЭКСПО-2017» в Астане и продолжает поддерживать присоединение Казахстана к конвенциям Совета Европы в области уголовного судопроизводства, а также облегчение визового режима Казахстана со странами ЕС. В 2015 году был создан Казахстанско-венгерский стратегический совет.
6 декабря 2016 г. Парламент Венгрии первым среди стран ЕС ратифицировал Соглашение о расширенном партнерстве и сотрудничестве между РК и ЕС, подписанное в Астане 21 декабря 2015 г.

### Визиты на высшем уровне
В декабре 1994 г. состоялся официальный визит Президента Н.Назарбаева в Будапешт (в рамках СМИД ОБСЕ). В ноябре 1997 г. состоялся ответный визит Президента Венгрии A.Генца в Казахстан.
В ноябре 2007 г. Президент РК Н.Назарбаев посетил Будапешт с государственным визитом, по итогам которого было принято Совместное заявление руководителей двух стран.
1-2 декабря 2010 г. в работе Саммита ОБСЕ в Астане принял участие Президент Венгрии П.Шмит.
17 октября 2014 г. в Милане состоялась двусторонняя встреча Президента РК Н.Назарбаева с Премьер-министром Венгрии В.Орбаном.
30 марта 2016 г. в рамках Саммита по ядерной безопасности состоялась встреча Президента РК Н.Назарбаева с Премьер-министром Венгрии В.Орбаном.
В марте 1995 г. состоялся официальный визит Премьер-министра Венгрии Д.Хорна в Казахстан. В мае 2005 г. с рабочим визитом Венгрию посетил Премьер-министр РК Д.Ахметов.
3-4 мая 2012 г. Казахстан с официальным визитом посетил Премьер-министр Венгрии В.Орбан. В ходе мероприятия было подписано 11 документов, а также проведены очередное заседание МПК и бизнес-форум.
2-3 июня 2014 г. состоялся официальный визит в Венгрию Премьер-министра РК К.Масимова, в рамках которого были подписаны «Совместная декларация о стратегическом партнерстве» и 10 соглашений о сотрудничестве в торгово-экономической и культурно-гуманитарной сферах, а также проведено 4-е заседание МПК.
31 марта — 2 апреля 2015 г. состоялся официальный визит Премьер-министра Венгрии В.Орбана в Казахстан, в ходе которого был создан Казахстанско-венгерский стратегический совет.
23-24 апреля 2019 года состоялся официальный визит Премьер-министра Венгрии В.Орбана в Казахстан, в ходе которого прошли его переговоры с Президентом РК К. К. Токаевым и Премьер-Министром РК А.Маминым. В.Орбан также был принят Первым Президентом РК — Елбасы Н.Назарбаевым.

### Визиты на высоком уровне
17-19 ноября 2013 г. состоялся официальный визит в Будапешт Министра иностранных дел РК Е.Идрисова.
28 января 2014 г. Министр иностранных дел РК Е.Идрисов принял участие в будапештском международном семинаре «Укрепление партнерства РК-ЕС».
19-20 февраля 2015 г. состоялся официальный визит Министра внешнеэкономических и иностранных дел Венгрии П.Сийарто в Казахстан, в рамках которого был подписан Рабочий план между внешнеполитическими ведомствами двух стран на 2015-2016 годы.
28 февраля 2017 г. состоялась двусторонняя встреча Министра К.Абдрахманова с Министром внешнеэкономических связей и иностранных дел Венгрии П.Сийарто в Женеве.
11 июня 2017 г. в Астане в рамках Министерской конференции «Обеспечение устойчивого развития энергетики» состоялась встреча Министра К.Абдрахманова с Министром национальной экономики Венгрии М.Варгой.
26 июня 2017 г. Министр К.Абдрахманов провел переговоры с Министром внешнеэкономических и иностранных дел Венгрии П.Сийарто, прибывшим в Астану с официальным визитом.
19 сентября 2017 г. Министр К.Абдрахманов встретился с Министром внешнеэкономических и иностранных дел Венгрии П.Сийарто в Нью-Йорке на 72-й сессии ГА ООН.
28 февраля - 1 марта 2017 г. Министр иностранных дел РК К.Абдрахманов принял участие в работе Сегмента высокого уровня Совета ООН по правам человека (СПЧ ООН) и Конференции по разоружению (КР)                в  Женеве (Швейцария). В рамках мероприятия прошла встреча с Министром внешнеэкономических и иностранных дел Венгрии П.Сийарто.
27 февраля - 1 марта 2018 г. состоялся официальный визит Министра иностранных дел РК К.Абдрахманова в Венгрию.
10-12 августа 2018 г. Аким Актюбинской области Б.Сапарбаев принял участие в юбилейном 10-м Курултае народностей Туран в г.Бугац, где провел встречу с Председателем Государственного собрания Венгрии Л.Кёвером.
12 октября 2018 г. Министр иностранных дел К.Абдрахманов провел встречу с Министром внешнеэкономических связей и иностранных дел Венгрии П.Сийарто, прибывшим в РК.
21 декабря 2018 г. состоялся визит в Будапешт Акима Нур-Султана Б.Султанова с целью углубления связей между двумя столицами.
28-30 апреля 2019 г. Заместитель Премьер-министра, Министр финансов Венгрии М.Варга посетил с рабочим визитом Нур-Султан.
14 октября 2019 года в Баку на полях саммита ССТГ состоялась встреча Министра иностранных дел РК М.Тлеуберди с Министром внешнеэкономических и иностранных дел Венгрии П.Сийарто.
15 декабря 2019 в Мадриде на полях СМИД АСЕМ состоялась встреча Министра иностранных дел РК М.Тлеуберди с Министром внешнеэкономических и иностранных дел Венгрии П.Сийарто.
28 марта и 16 апреля 2020 г. состоялись телефонные разговоры Министра иностранных дел М.Тлеуберди с Министром внешнеэкономических связей и иностранных дел Венгрии П.Сийарто (в ходе которых венгерская сторона поблагодарила Казахстан за оказанную гуманитарную помощь в объёме 100 тыс. медицинских масок).

### Межпарламентское сотрудничество
Участие группы депутатов Сената Парламента РК в осенней сессии Парламентской Ассамблеи ОБСЕ на тему «Усиление мер по укреплению доверия и эффективного управления в регионе ОБСЕ» в Скопье (29 сентября – 2 октября 2016 г.).
Депутат Мажилиса Парламента РК П.Казанцев посетил Скопье в качестве наблюдателя на президентских выборах РСМ по линии ОБСЕ (18-22 апреля 2019 г.).
Официальный визит Председателя Ассамблеи (Парламент) РСМ Т.Джафери в г.Нур-Султан, где он принял участие в 4-м совещании Спикеров парламентов стран Евразии (23-26 сентября 2019 г.).
Наряду с этим, в рамках визита Т.Джафери провел двусторонние встречи со спикером Сената Парламента РК Д.Назарбаевой, спикером Мажилиса РК Н.Нигматулином и Премьер-министром РК А.Мамином, также выступил с лекцией на тему «Парламентская дипломатия» в университете КазГЮУ.
Также, состоялся рабочий обед от Парламентской группы дружбы в здании Мажилиса Парламента РК, где от казахстанской стороны приняли участия 10 депутатов во главе с руководителем группы Д.Мынбай (член Комитета по вопросам экологии и природопользованию).

## Экономическое сотрудничество
Казахстан является 4-м крупнейшим торговым партнером Венгрии среди стран СНГ (после России, Украины и Беларуси).
По данным Комитета по государственным доходам Министерства финансов РК, товарооборот между Казахстаном и Венгрией в 2019 году составил 102,3 млн. долларов США (в 2018 году — 139,2 млн. долларов США, снижение на 26,5 %). Экспорт казахстанской продукции в Венгрию составил 10,3 млн. долларов США (в 2018 году — 26,1 млн. долларов США, снижение на 60,5 %), венгерский импорт в Казахстан — 92 млн. долларов США (в 2018 году — 113 млн. долларов США, снижение на 18,5 %).
- Основные статьи казахстанского экспорта: нефть, части к машинам и устройствам, трубы.
- Основные статьи казахстанского импорта: лекарственные средства, предметы гигиены, инсектициды, гербициды, фармацевтические продукты.

За период с 2005 по 2 квартал 2019 гг. валовый приток прямых инвестиций из Венгрии в Казахстан составил 202,9 млн долл.
В соответствии с Соглашением об экономическом сотрудничестве, действует Межправительственная комиссия по экономическому сотрудничеству. Сопредседателем МПК с казахстанской стороны является Министр национальной экономики Р.Даленов, с венгерской — Заместитель Премьер-министра — Министр финансов М.Варга. 5-е заседание МПК состоялось 18 октября 2016 г. в Астане, 6-е заседание — 23 ноября 2018 г. в Будапеште.
- В 2012 г. создан Деловой совет[1] «Казахстан — Венгрия», сопредседателями которого в настоящее время являются заместитель Председателя ассоциации «Казэнерджи» Д.Сарсенов и Почетный консул РК в Венгрии Л.Хорват.
- Венгерская нефтегазовая компания «MOL» присутствует на казахстанском рынке на протяжении уже более 10 лет. Компания инвестировала в добывающий сектор РК более 200 млн долл. США. Основной интерес «MOL» сосредоточен в блоке «Федоровский» (участники «РД КМГ» — 50 %, «MOL» — 27,5 % и «First International Oil Company» — 22,5 %), имеющем многообещающие резервы и потенциал для дальнейшей разведки. Кроме того, «MOL» готовится к дальнейшему разведочному бурению в блоке «Федоровский».
- В конце 2015 года создан Казахстанско-Венгерский фонд прямых инвестиций в сфере сельского хозяйства с уставным капиталом в 40 млн долл. США успешно проводит работу.
- В 2016 г. состоялась официальная церемония открытия Казахстанско-венгерского фонда прямых инвестиций c уставным капиталом в 40 млн долл. США (по 20 млн долл. с каждой стороны). Фонд создан АО «НУХ» «КазАгро» и «Венгерским экспортно-импортным банком» для финансирования сельскохозяйственных проектов на территории Казахстана. В частности, Фонд намерен осуществить инвестиции в аграрные компании, осуществляющие свою деятельность в сфере производства переработки, хранения и логистики.
- C 2017 г. открыт прямой рейс между Астаной и Будапештом. Официальным перевозчиком назначена венгерская компания «Wizz Air». Рейсы осуществляются с частотой 2 раза в неделю (среда и воскресенье), а стоимость билетов в одну сторону начинается от 40 евро.
- 13 июля 2017 г. компаниями FoodVentures B.V. (Нидерланды), Казахстанско-Венгерским Фондом и ТОО «Green Capital Kazakhstan» (Казахстан) заключена первая сделка на инвестирование тепличного комплекса в Актюбинской области.
- Согласно сделке, стороны инвестируют 12 млн долл. США в проект по строительству высокотехнологичного тепличного комплекса пятого поколения (полузакрытого типа с использованием технологий пятого поколения Ultra Clima от голландской компании KUBO Group) площадью 20 гектаров и проектной мощностью 1500 тонн овощей в год. Строительство комплекса будет поэтапным в течение трех лет.
- 18 августа 2017 г. на международной выставке «Астана ЭКСПО-2017» состоялся национальный день Венгрии. Венгерский павильон на тему «Энергия будущего объединяет нас» продемонстрировал новейшие установки в области электрического и городского планирования.
- С 2017 по 2018 гг. в рамках рабочих визитов Управляющего Международного Финансового Центра Астана К.Келимбетова в Будапешт были проведены встречи с руководством Национального банка, Будапештской Фондовой Биржи, Министерства внешнеэкономических и иностранных дел Венгрии, а также компаний «Baker McKenzie», «Keler Ldt.» и др., в ходе которых венгерской стороне была представлена подробная информация о текущей деятельности и планах развития МФЦА.
- С ноября 2018 года реализуется проект «Сады Востока», направленный на выращивание в течение следующих двух лет яблоневых садов на территории 300 гектар (150 га — 2019 г., 150 га — 2020 г.) в Жамбыльской области, а также строительство фруктовых хранилищ и обеспечение их необходимым оборудованием. Размер инвестиций — 10 млн долл. В соответствии с проектом сады интенсивного типа дают урожай до 50 тонн/га. Садовое оборудование импортируется из Европы и поставляется известными производителями садовых технологий. Компанией также разработана распределительная сеть, которая будет работает с крупнейшими розничными компаниями страны.
- В 2018 г. в рамках официального визита в Будапешт Министр иностранных дел РК К.Абдрахманов провел второе заседание казахстанско-венгерского Стратегического совета, на котором были обсуждены вопросы взаимодействия в сфере энергетики, сельского хозяйства, образования, здравоохранения, использования транспортно-логистического потенциала двух стран, туризма, строительства и инноваций.
- В декабре 2018 г. Будапешт посетила с рабочим визитом делегация города Астана во главе с Акимом Б.Султановым.
- 14-15 января 2019 г. состоялся визит Председателя Правления АО "НК «KAZAKH INVEST» С.Туякбаева в Будапешт. В рамках визита проведены встречи в Министерстве внешнеэкономических и иностранных дел Венгрии, Венгерском агентстве по привлечению инвестиций HIPA, экспортно-импортном банке «Эксимбанк», а также с представителями венгерского бизнеса. Состоявшийся визит был полезным и позволил определить реальные возможности активизации торгово-инвестиционного сотрудничества между РК и Венгрией.
- 3-4 февраля 2019 г. состоялся визит Заместителя министра сельского хозяйства Республики Казахстан Г.Исаевой в Будапешт. Были проведены встречи с заместителем министра сельского хозяйства Венгрии Ш.Фаркашем и с заместителем Генерального директора ФАО — региональным представителем по Европе и Центральной Азии В.Рахманиным, а также группой экспертов данной Организации. Были обсуждены вопросы взаимодействия по реализуемым и планируемым совместным проектам, а также открытия Постоянного офиса ФАО в РК.
- 4-5 февраля 2019 г. состоялся визит Управляющего Международным финансовым центром Астана К.Келимбетова в Будапешт. В ходе встреч с Заместителем Премьер-министра — Министром финансов Венгрии М.Варгой и Государственным секретарем Министерства внешнеэкономических и иностранных дел Венгрии Л.Мадьяром К.Келимбетов обсудил вопросы торгово-экономического сотрудничества двух стран. Он также выступил с докладом в качестве почетного гостя на ежегодной Конференции, организованной Национальным банком Венгрии в честь выдающегося экономиста венгерского происхождения А.Ламфалушши.
- 7-8 марта 2019 года состоялся рабочий визит Заместителя Министра иностранных дел РК Е.Кошербаева в Венгрию. Были проведены встречи с Государственным секретарем Министерства внешнеэкономических и иностранных дел Венгрии Л.Мадьяром, Государственным секретарем Министерства финансов Венгрии Г.Гионом, Председателем Торгово-промышленной палаты Венгрии Л.Паррагом, а также рядом компаний агропромышленного, медицинского и текстильного секторов.
- 5 апреля 2019 г. состоялся официальный запуск тепличного комплекса в г. Актобе, который финансируется Казахстанско-Венгерским фондом прямых инвестиций. В церемонии открытия приняли участие заместитель Министра иностранных дел Казахстана Е.Кошербаев, Аким области О.Уразалин, Посол Нидерландов в Казахстане Д. Я. Корп, Посол Венгрии в Казахстане А.Барани.
- В 2019 году на реализацию проекта вложено 3,5 млрд тенге, создано 60 рабочих мест. Построена секция теплицы площадью 5 гектар. При реализации следующего этапа в 2020—2021 гг. возведут ещё две секции, на что инвесторы планируют направить 8,6 млрд тенге. В Казахстан инвестированы не только денежные средства, но и произведён трансферт технологий: на указанной теплице применена самая новейшая технология пятого поколения, ультраклиматическая система, которая, в самой Голландии внедрена только в нескольких хозяйствах. Этот высокотехнологический процесс позволяет достичь максимальную урожайность в сочетании с ультрасовременными принципами биологической защиты и рециркуляции.
- 29 апреля 2019 г. в Нур-Султане состоялся Казахстанско-Венгерский Бизнес форум рамках визита Заместителя Премьер-министра — Министра финансов Венгрии Михай Варги в Республику Казахстан. В ходе данного форума были презентованы инвестиционные возможности и экспортный потенциал Казахстана, преимущества совместного сотрудничества и перспективы дальнейшего продвижения торгово-экономического партнерства. В работе Бизнес форума приняли участие более 150 представителей деловых кругов обеих стран, в том числе около 100 представителей венгерского бизнеса. На полях бизнес-форума прошло подписание 13 соглашений о сотрудничестве. Помимо этого, в рамках форума также были проведены двусторонние встречи между казахстанскими и венгерскими предпринимателями, на которых обсуждались вопросы сотрудничества в области агропромышленного комплекса, легкой и пищевой промышленности, строительства, химической отрасли и машиностроения.
- 12-14 июня 2019 г. состоялся визит делегации Министерства здравоохранения РК во главе с Вице-министром Л.Актаевой и Медицинского центра Управления делами Президента РК в Будапешт во главе с Заместителем руководителя Л.Тулегалиевой. В рамках визита состоялись переговоры с Министром человеческих ресурсов Венгрии М.Кашлером о расширении двустороннего сотрудничества в сфере здравоохранения. Заместитель руководителя Медицинского центра Управления делами Президента РК Л.Тулегалиева посетила водолечебницы в городах Хевиз и Шарвар, а также провела переговоры с их владельцем по вопросу создания аналогичных центров в домах отдыха Медицинского центра Управления делами Президента РК.
- 20-21 июня 2019 г. состоялся визит делегации Международного центра зеленых технологий и инвестиционных проектов во главе с руководителем Центра Р.Жошыбаевым. Состоялась встреча Р.Жошыбаева с Руководителем Регионального офиса Продовольственной и сельскохозяйственной организации ООН (ФАО) В.Рахманиным. По итогам переговоров подписано Письмо о намерениях, закладывающее правовую основу для сотрудничества МЦЗТИП и ФАО. Также, Р.Жошыбаев посетил Национальный центр сельскохозяйственных исследований и инноваций (НЦСИИ) в г. Шарвар. В ходе переговоров с заместителем Директора НЦСИИ Атилой Боровичем достигнута договоренность об установлении сотрудничества в области лесного хозяйства. Проведен круглый стол, организованный компанией «ArchЕnerg Cluster», на котором обсуждены перспективы сотрудничества Международного центра зеленых технологии и инвестиционных проектов РК и венгерских компаний по реализации инновационных проектов в РК.
- 16 сентября 2019 года в г. Вена в рамках 63-й сессии конференции МАГАТЭ состоялась встреча Министра энергетики РК К.Бозумбаева с Министром внешнеэкономических и иностранных дел Венгрии П.Сийарто.
- 12 декабря 2019 г. ПРК в Будапеште при содействии Торгово-промышленной палаты Венгрии и Представительства АО "НК «KAZAKH INVEST» в странах Европы проведён Круглый стол «Инвестиционные возможности в Казахстане». В мероприятии приняли участие представители Министерства внешнеэкономических связей и иностранных дел, Министерства финансов и Экспортно-импортного Банка Венгрии, а также руководители более двадцати ведущих венгерских компаний.
- 16 декабря 2019 г. Будапешт посетил с рабочим визитом Управляющий Международного финансового центра Астана (МФЦА) К.Келимбетов. Состоялась встреча К.Келимбетова с Президентом Экспортно-импортного банка (Эксимбанк) Венгрии Г.Якли, на которой были обсуждены вопросы выхода венгерского финансового института на площадку МФЦА, а также пути реорганизации работы Казахстанско-Венгерского фонда прямых инвестиций. На встрече с Заместителем Председателя Национального Банка Венгрии М.Надем обсуждался вопрос двустороннего сотрудничества на Фондовой бирже МФЦА.

Анализ двусторонних торгово-экономических отношений показывает определенный положительный «сдвиг» в сторону увеличения и расширения структуры товарооборота.

### Сотрудничество в правовой сфере
В феврале 2005 г. в Будапеште состоялись 1-е заседание, в мае 2014 г. в Астане — 2-е заседание казахстанско-венгерской комиссии по сотрудничеству в борьбе с организованной преступностью, терроризмом, незаконным оборотом наркотических средств и психотропных веществ.
3-е заседание казахстанско-венгерской МПК по сотрудничеству в борьбе с организованной преступностью, терроризмом, незаконным оборотом наркотических средств и психотропных веществ планируется провести 22-23 июня 2020 года в Будапеште.
31 июля — 1 августа 2015 г. прошел визит Председателя КНБ Н.Абыкаева в Венгрию.
7-8 ноября 2019 года состоялся визит в Будапешт Министра внутренних дел РК Е.Тургумбаева, в ходе которого он провёл переговоры с Министром внутренних дел Венгрии Ш.Пинтером.

## Культурно-гуманитарное сотрудничество
Между двумя странами существуют тесные исторические связи, т.к. на территории современной Венгрии проживают потомки кыпчакских племен, перекочевавших сюда из Тургайских степей в первой половине XIII века. Большой вклад в развитие культурных отношений между двумя странами внесла состоявшаяся в 2007 г. встреча президента Республики Казахстан Н.Назарбаева с представителями «Союза кыпчаков Венгрии», которые избрали его своим почетным Лидером.
Сегодня деятели искусств, ученые и спортсмены двух стран принимают активное участие в различных культурных и спортивных мероприятиях, проводимых в Казахстане и Венгрии.
Казахстанские и венгерские ученые проявляют взаимный интерес к изучению общих исторических корней. Проводятся совместные археологические исследования по изучению истории расселения кыпчаков в Венгрии и мадьяр в Казахстане.
В 2014 г. в Университете прикладных наук им. Яноша Кодолани была открыта Почетная кафедра «Казахстанский путь и Н.А.Назарбаев». В Академии наук Венгрии презентована книга М.Касымбекова «Нурсултан Назарбаев. Биография», изданная на венгерском языке.
2-3 июня 2014 г. в ходе официального визита Премьер-Министра РК К.Масимова в Венгрию состоялось официальное открытие улицы «Астана» и бюста Абаю Кунанбаеву в Будапеште.
Казахстанские ВУЗы тесно сотрудничают с ведущими венгерскими университетами в рамках Соглашения между Министерством образования и науки РК и Министерством человеческих ресурсов Венгрии о сотрудничестве в области образования и науки, подписанного 19 ноября 2013 года. Так, ежегодно 250 казахстанских граждан получают гранты на учебу в ВУЗах Венгрии. В настоящее время в Венгрии обучаются около 700 студентов из Казахстана.
29 января 2020 г., в рамках празднования 175-летия юбилея казахского поэта Абая Кунанбаева, при участии делегации Национальной академической библиотеки РК проведен тематический круглый стол с книжно - иллюстративной выставкой «Признанный миром Абай» и фотовыставкой «Мир Абая».
В ходе данного мероприятия прошла презентация второго издания книги М.Ауезова «Путь Абая» на венгерском языке, а также состоялась церемония возложения цветов к памятнику Абая Кунанбаева.
11 марта 2020 г. в г.Сегед прошли Абайские чтения, посвященные 175-летию казахского поэта Абая Кунанбаева. В ходе мероприятия участники обсудили наследие ученого, философа Абу Насра аль-Фараби, 1150-летний юбилей которого отмечается в 2020 году.
10 августа 2020 года (День Абая) в г. Будапеште, в честь 175-летия Абая Кунанбаева, Посольство Республики Казахстан в Венгрии провело церемонию возложения цветов к его памятнику. В мероприятии приняли участие сотрудники Посольства и члены их семей, представители казахской диаспоры и студенты, а также венгерские студенты, которые изучают казахский язык и интересуются казахской культурой.
В целом культурно-гуманитарные отношения активно развиваются. Этому способствуют историческая близость двух народов и их стремление к возрождению национальной культуры и традиций.

## Послы Казахстана в Венгрии
1. С. Курмангожин (1993-96)
2. Т. Сулейменов (1996-2001)
3. С. Турсунов (2002-06)
4. Р. Ибраев (2006-12)
5. Н. Рустемов (2013-2019)
6. Ж.Абдрашов (2019-н/в)

## Послы Венгрии в Казахстане
- (посольство открылось в марте 1993 г.)

1. Йожеф Торма 1994–1997 (Torma József),
2. Шандор Симикс 1997–2001 (Simics Sándor),
3. Миклош Ячковичс 2001–2006 (Jaczkovics Miklós),
4. Янош Немет 2006–2008 (Németh János),
5. Янош Балла 2008–2010 (Balla János),
6. Имре Laszlóczki 2010–2015 (Laszlóczki Imre),
7. Андраш Бараньи 2015–2019 (Baranyi András),
8. Антал Хайзер 2019– (Heizer Antal)

## Дипломатические представительства
- Посольство РК в Венгрии[2]
- Посольство Венгрии в РК[3]